# Унис
Уни́с (или Унас) — фараон Древнего Египта, правил приблизительно в 2375 — 2345 годах до н. э.; из V династии.

## Правление

### Происхождение, упоминание в источниках, а также продолжительность правления
Происхождение Униса неизвестно; даже не ясно, был ли он царских кровей. Манефон называет его Онносом. Это имя на памятниках того времени читается как Унис. В Карнакском царском списке его имя не сохранилось, зато оно присутствует в трёх других царских списках — Абидосском списке фараонов, где он занимает 33-ю позицию, Саккарском списке (32-я запись) и Туринском папирусе (II колонка, 25 ряд). Во всех этих списках фараон значится как Унис.

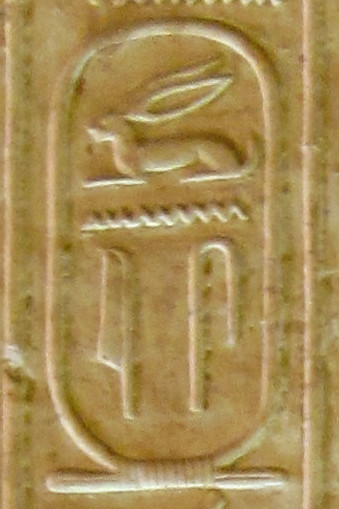
Имя Униса в Абидосском списке фараонов (№ 33)

Манефон говорит о 33-х годах правления этого фараона, Туринский список отводит ему 30 лет. Однако, в настоящее время этот срок считается завышенным. Памятники, оставшиеся от правления Унаса, довольно скудны и не соответствуют такому большому сроку правления. Раскопки в Абусире, царском некрополе V династии, дали только четыре датированные надписи, точно относящиеся к правлению Унаса. В них упоминается третий, четвёртый, шестой и восьмой разы подсчёта скота, которые производились с целью взимания налогов. Самая высшая дата, сохранившаяся от правления Унаса, — 8-й раз подсчёта скота. Даже если такие подсчёты проводились раз в два года, это даёт всего лишь 16-й год правления фараона (хотя эти подсчёты иногда проводились и раз в год). В пользу более короткого царствования свидетельствуют и раскопки гробницы Никау-Исеси. Этот чиновник, который начал свою карьеру во время правления Джедкара Исеси, пережил Унаса и умер в правление преемника последнего фараона Тети, что предполагает довольно значительный возраст Никау-Исеси на момент смерти, если правление Унаса продолжалось 30 или даже более лет. Однако экспертиза его мумии показала, что на момент смерти тому было не более 45 лет.

### Имена фараона
Вступив на престол, фараон не стал принимать тронного имени, а продолжал пользоваться своим личным именем Унис, сопровождаемым титулом Са-Ра, «Сын солнечного бога Ра», и заключёнными в единый картуш. Хоровым именем Унаса было Уадж-тауи, «Цветущий в Обеих Землях (то есть в Нижнем и Верхнем Египте)». В качестве золотого имени он звался просто Уадж, «Цветущий». 
| G5 |

| G5 |

| M13 | N17 · N18 |

| M13 | N17 · N18 |

| G16 |

| G16 |

| G16 | M13 | G17 |

| G16 | M13 | G17 |

| G8 |

| G8 |

| M13 · G5s · S12 |

| M13 · G5s · S12 |

| G39 | N5 |

| G39 | N5 |

| G39 | N5 | E34 · N35 | M17 | S29 |

| G39 | N5 | E34 · N35 | M17 | S29 |

| G39 | N5 | E34 · N35 | M17 | S29 |

| G39 | N5 | E34 · N35 | M17 | S29 |

| G39 | N5 | E34 · N35 | M17 | S29 |

| G39 | N5 | E34 · N35 | M17 | S29 |

| G39 | N5 | E34 · N35 | M17 | S29 |

| G39 | N5 | E34 · N35 | M17 | S29 |

| E34 · N35 | M17 | S29 |

| E34 · N35 | M17 | S29 |

| E34 · N35 | M17 | S29 |

| E34 · N35 | M17 | S29 |

| E34 · N35 | M17 | S29 |

| E34 · N35 | M17 | S29 |

| E34 · N35 | M17 | S29 |

| E34 · N35 | M17 | S29 |

Жёнами Унаса были царицы Небет (Nebet) и Хенут (Chenu). Имя его старшего сына не сохранилось, второй его сын Унисанх умер, вероятно, ещё до смерти отца. Его дочерьми были Хеметра (Hemetre), Хеми (Hemi), Сешешет Идут (Sescheschet Idut), Хенткау II и Ипут I — будущая жена фараона Тети II, а также, возможно, Нефереткау (Neferetkaus) и Неферут (Neferut).

### Внешняя и внутренняя политика

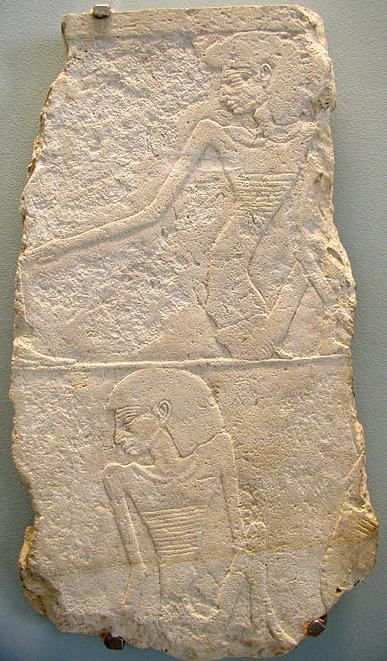
Изображение голодающих бедуинов на границе Древнеегипетского государства при V династии (ок. 2380 - 2350 годы до н. э.) из Саккары. Лувр

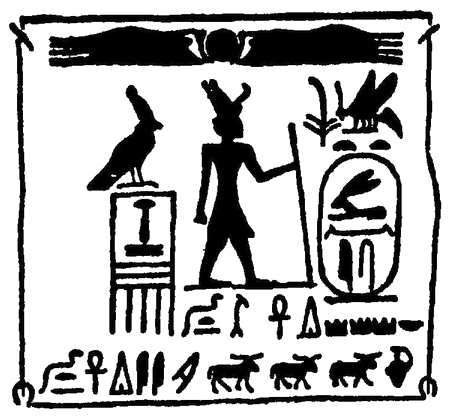
Надпись Униса на острове Элефантина

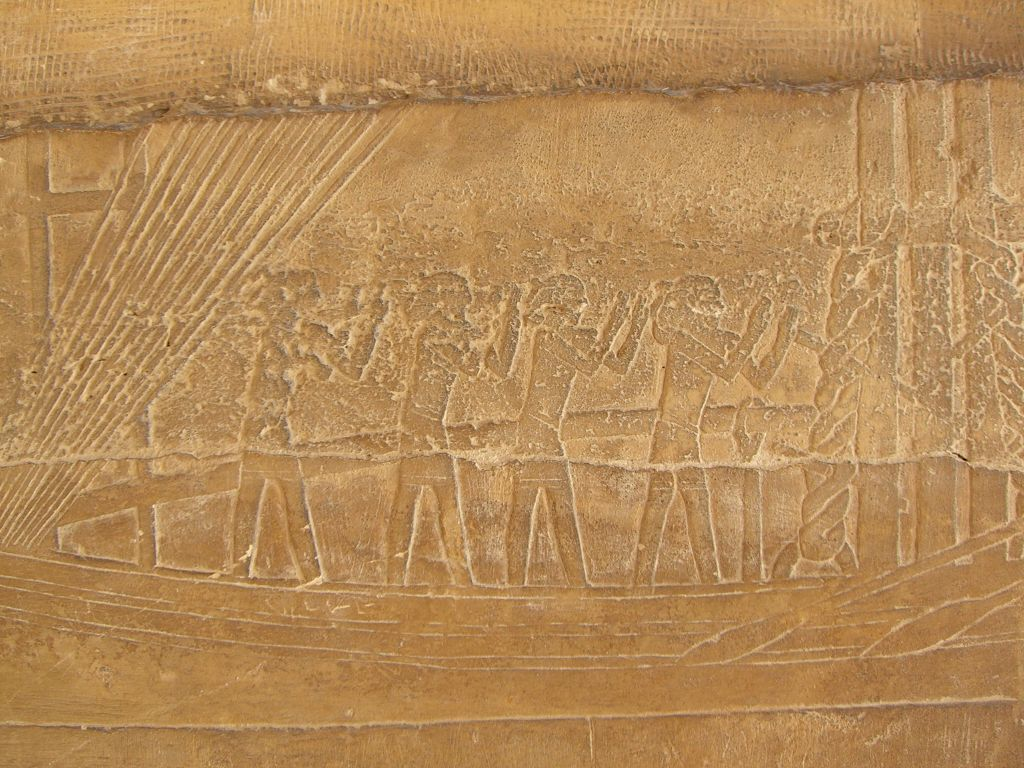
Корабль с пленными азиатами

Унис стремился к укреплению египетского влияния на южных границах страны. В районе первых порогов Нила, на острове Элефантина была обнаружена наскальная надпись с именем этого фараона. Надпись гласит: «Хор Уадж-тауи, царь Верхнего и Нижнего Египта Унис, владыка чужих стран, да живёт он и правит вечно, любимый священными овнами Хнума, давшему ему жизнь». Также упоминается поход против племени шасу, возможно, что Унис совершал набег на бедуинов Палестины или прилегающих районов Сирии. Во время раскопок около его пирамиды обнаружены рельефы, изображающие бои с бедуинами, лодки с пленными азиатами, добычу камня и золота, а также измождённых, голодающих египтян, что, возможно, говорит о разразившемся во время правления Униса голоде в Египте.
Среди других источников периода правления Униса самым интересным, пожалуй является алебастровый сосуд с его именем обнаруженный в развалинах храма в Библе — крупном морском порту на сирийском побережье. Это доказывает, что фараон тогда относился с большим уважением к Сирии, раз администрация далёкого неегипетского храма хранила в сокровищнице предмет с его именем. Ныне эта ваза находится в Национальном музее Бейрута. Ещё одна алебастровая ваза неизвестного происхождения находится в Национальном археологическом музее Флоренции. На вазе выбита надпись: «Хор Уадж-тауи, живущий вечно, царь Верхнего и Нижнего Египта, сын Ра, Унис, живущий вечно». Также в музее Лувра хранится шарообразная алебастровая ваза, с изображением сокола, распростёршего крылья. Ваза подписана именем Униса заключённым в картуш и сопровождаемый знаком анх. Баночка из-под мази с именем Униса в картуше и его хоровым именем хранится в Бруклинском музее. Фрагмент горлышка вазы из кальцита, с надписью голубыми иероглифами включающей два картуша Униса, находится в Музее Питри. Также известны несколько скарабеев того периода.
При Унисе царская власть явно ослабла. В последние годы царствования Униса в Египте усилилось влияние правителей номов. Видимо, именно они и положили конец его правлению. Из всех пирамид царей V династии его — самая маленькая.
|                                    |                                                |                |
| Ваза Униса (Инв. №3253). Флоренция | Ваза Униса. Высота 17 см, ширина 13,2 см. Лувр | Скарабей Униса |

## Погребальный комплекс Униса

### Пирамида Униса

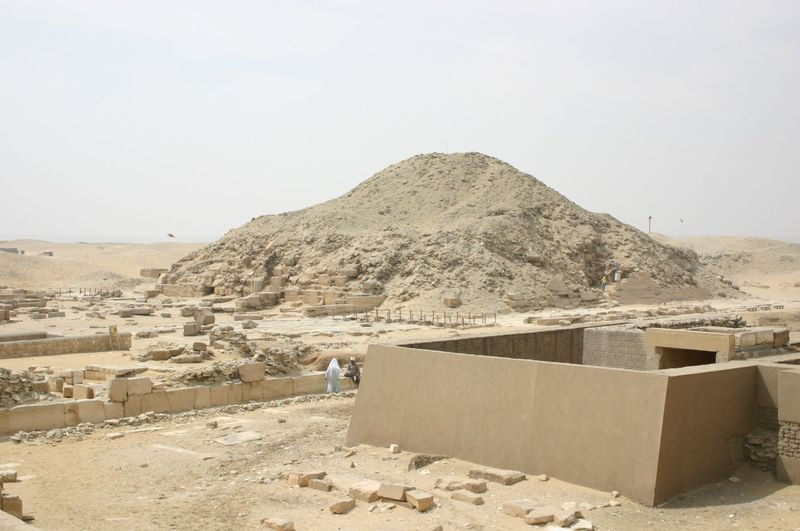
Пирамида Униса — первый архитектурный памятник, содержащий «Тексты Пирамид»

Унис велел построить пирамиду в Саккаре, получившую название Нефер-сут-Унис — «Прекрасны места [упокоения] Униса». Эта маленькая пирамида (67 × 67 м, и выс. 48 м) расположена сразу за юго-западным углом ограды, окружающей мемориальный комплекс Джосера. Первые исследования там вели Барсанти и Масперо. Ныне пирамида Униса сильно разрушена — верхушка скруглена, стены выветрились, основание завалено упавшими блоками, а в высоту она не достигает и половины первоначальной высоты. Были найдены остатки тщательно выполненной облицовки из белого известняка. В 1937 году Лауэр обнаружил на облицовочных плитах южного фасада хорошо сохранившуюся надпись, сообщающую о реставрации этого памятника Хаэмуасом, сыном Рамсеса II и верховным жрецом Птаха в Мемфисе. Вопреки сильному разрушению пирамиды, её внутренние помещения находятся в хорошем состоянии и доступны осмотру. План подземных помещений пирамиды Уннаса послужил эталоном для пирамид VI династии, принадлежавших Тети, Пиопи I, Меренра I и Пиопи II. Однако с его прототипом мы сталкиваемся уже в пирамиде Джедкара Исеси, предшественника Уннаса.

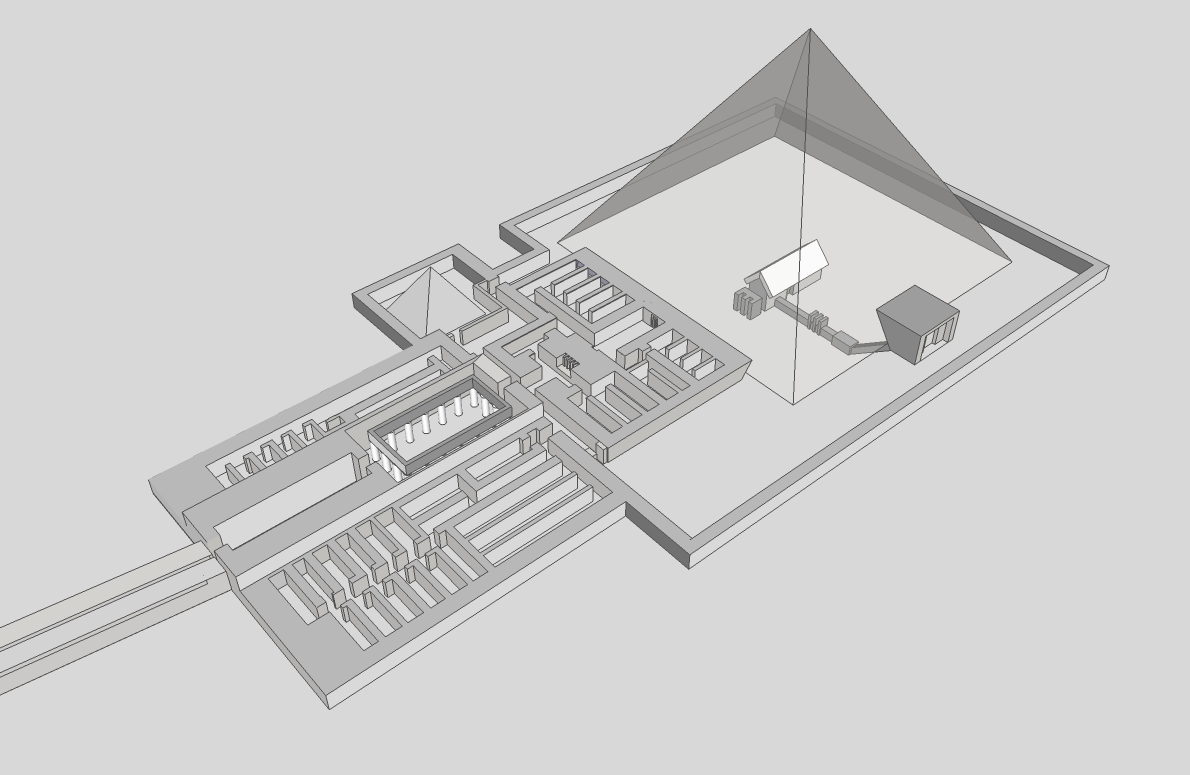
Реконструкция пирамиды Униса и его заупокойного храма

Вход в пирамиду расположен с северной стороны. Коридор начинается посреди выложенной каменными плитами площадки, его длина более 30 метров; сначала он идёт под небольшим уклоном вниз и приводит в более широкий, так называемый, проходной зал. Затем он вновь сужается, идет горизонтально и через 13 м приводит к квадратному в плане вестибюлю. На середине пути после проходного зала располагается три опускных гранитных плиты, запирающих проход. До этого места коридор был облицован известняком, начиная от опускных плит его стены покрыты гранитом. К востоку от вестибюля находится сердаб, состоящий из трёх ниш, вырезанных в скале. В одной из них было найдено множество небольших деревянных инструментов и орудий труда. К западу от вестибюля расположено погребальное помещение, которому предшествует короткий узкий проход. Площадь погребальной камеры 7×3 м, высота потолка — 6 м. В камере находится чёрный базальтовый саркофаг. Пирамида была ограблена ещё в древности. Воры открыли саркофаг и разорвали мумию. В погребальной камере были найдены правая рука, куски черепа и несколько костей, которые могли принадлежать Унису.
Стены передней и погребальной камер сверху донизу покрывают бесконечные столбцы надписей, сделанных прекраснейшими сине-зелёными иероглифами, а двускатный потолок усеян сине-зелёными звёздами. Надписи на стенах двух главных камер демонстрируют самый продолжительный и удивительный ритуал в честь умершего. Они очень важны, поскольку представляют собой древнейшую версию так называемых «Текстов пирамид».

### Тексты пирамид

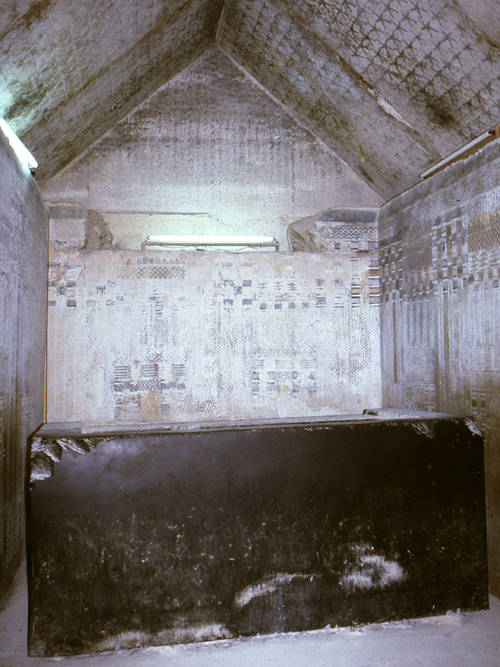
Погребальная камера пирамиды Униса

До Униса не считали нужным увековечивать внутри пирамиды заупокойные заклинания; вероятно, прежние цари, в отличие от Униса, ещё вполне полагались на устное провозглашение этих заклинаний жрецами в будущие годы. Унис же впервые повелел высечь внутри пирамиды весь свод заклинаний, призванных обезопасить и облагодетельствовать царя на том свете. Эти тексты включают огромное количество магических средств, при помощи которых душа царя сможет защититься и преодолеть все преграды, которые могут встретиться на её пути на небо. Многие пассажи, вероятно, восходят к древнейшим временам и содержат упоминания о празднествах каннибалов и фетишах забытых веков первобытности. Царь в них действует как великий охотник, преследуя и поедая небесных духов и наводя ужас на обитателей страны теней.
Тексты опять и опять уверяют, что царь не умер:

«Царь не умер, он стал тем, кто поднимается [подобно утреннему солнцу] на горизонте. Он отдыхает от жизни [как садящееся солнце] на западе, но он снова взойдёт на востоке. О царь, ты не ушёл мертвым, ты ушёл живым! Вы сказали, что он умрёт? Нет, он не умрёт. Этот царь живёт вечно. Он избежал дня своей смерти. О высокий среди вечных звёзд! Ты никогда не погибнешь.».
Подобные надписи были найдены и в пирамидах преемников Униса.

### Заупокойные храмы

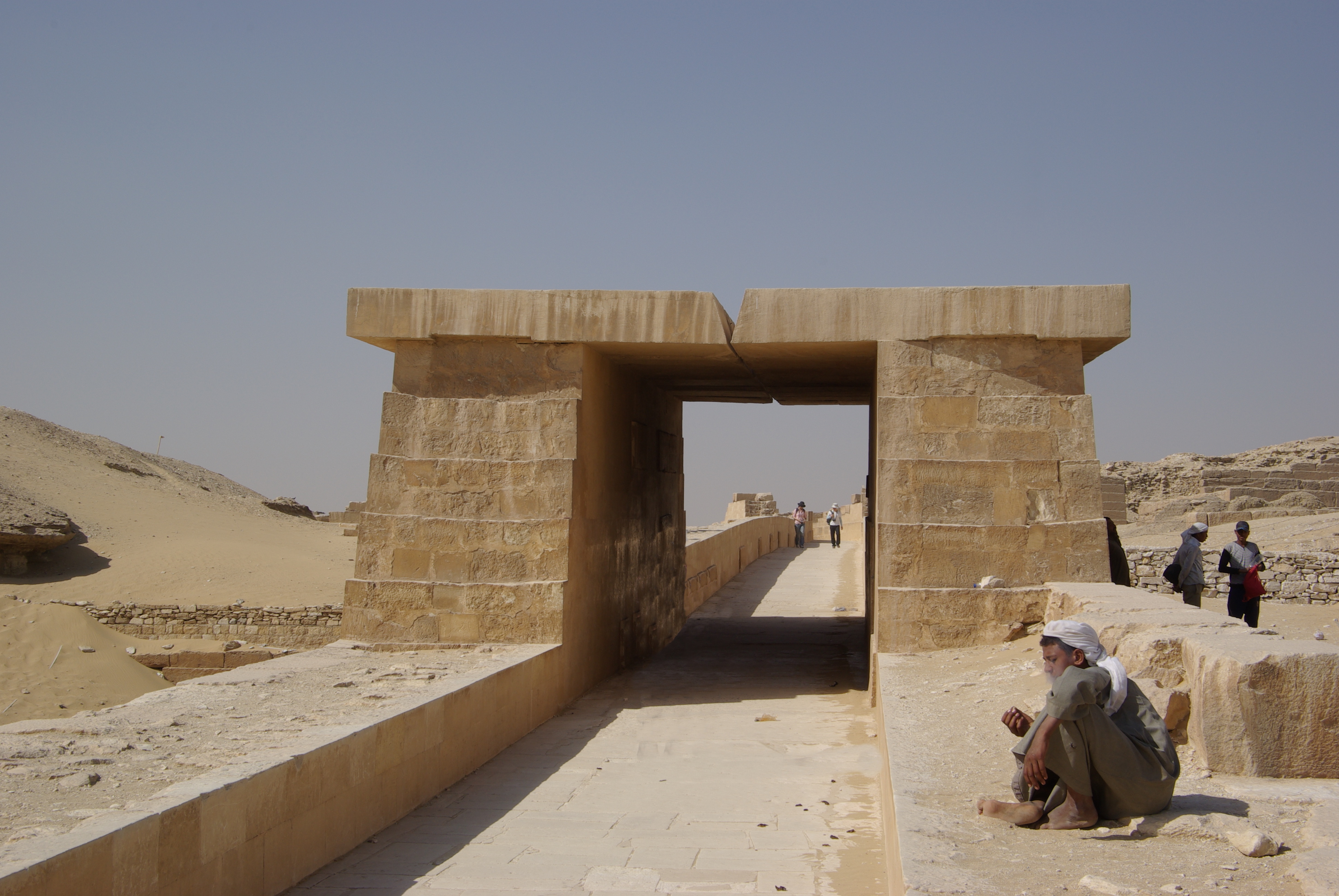
Восстановленная восходящая дорога соединяющая заупокойный храм Унаса с его храмом долины

Примыкающий к восточной стене пирамиды заупокойный храм представляет собой конструкцию переходного типа, свидетельствующую о трансформации святилищ V династии в храмы VI династии. Он был исследован Барсанти, Масперо и Фирсом. Позднее работы на его территории велись Ж.-Ф. Лауэром. Храм имел внутренний дворик, который некогда окаймляли 16 колонн с капителями в форме пальм, характерными для V династии. Кладовые, числом более двадцати, находились к северу и югу от входа. Однако внутренняя, скрытая часть святилища полностью отвечала требованиям нового стиля. Там находился зал с пятью нишами, каждая из которых соответствовала одному из пяти имен фараона. Попасть в храм можно было через портал из красного гранита, сооружение которого было завершено уже во времена VI династии при фараоне Тети. В южной части храма, на границе между его открытой и закрытой для доступа частями, располагалась маленькая пирамида-спутник. Весь комплекс был окружен стеной, от которой сохранились лишь незначительные остатки. В её юго-восточном углу стояла культовая пирамида, имевшая в основании 12×12 метров. Севернее этой стены царь велел построить мастабы для своих жён Хенут и Небет, для дочери Идут и для нескольких сановников; их стены украшают великолепные многоцветные рельефы.

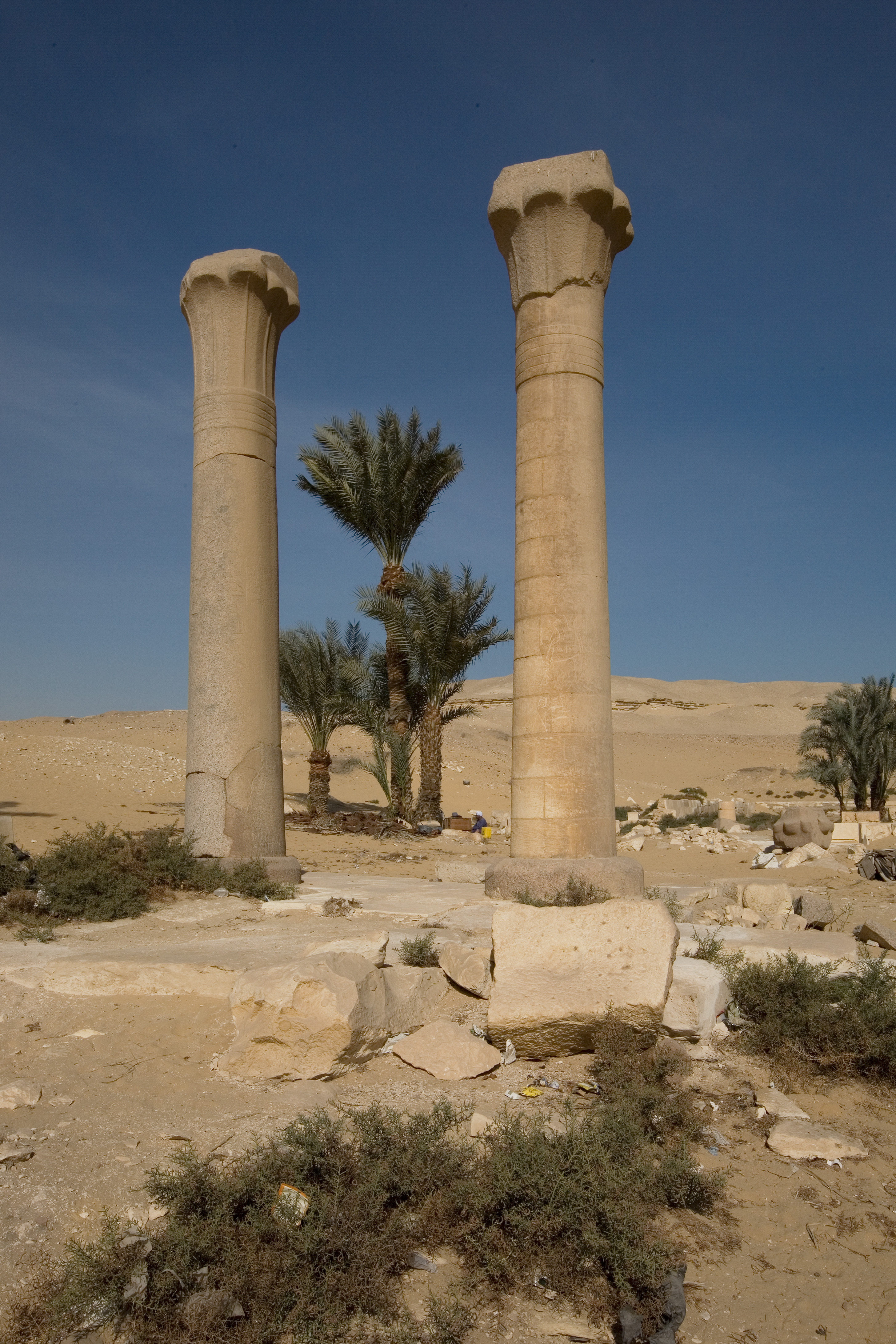
Колонны заупокойного храма Униса

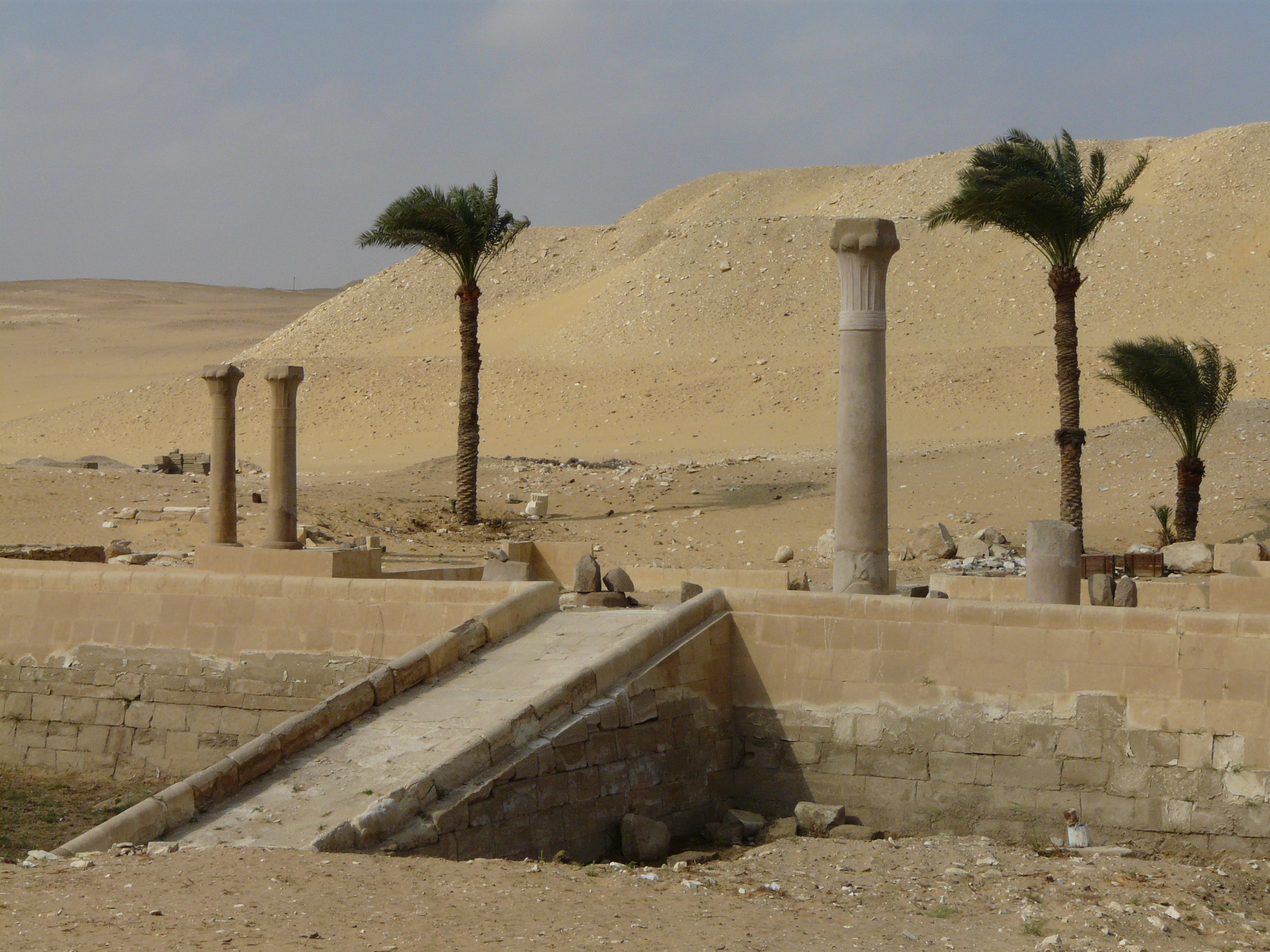
Руины нижнего храма Унаса

Прекрасно реконструированная мощеная дорога ведёт от остатков двора верхнего заупокойного храма к нижнему храму. Она была обнаружена Селимом Хассаном. Некогда эта дорога имела длину 670 метров, ширину 6,7 метра, из-за неровностей рельефа дважды отклонялась от прямой, была ограждена известняковыми стенами, перекрытыми на высоте 3,2 метра каменными блоками. С внутренней стороны эти стены были украшены рельефами со сценами сражений и охоты, с бытовыми зарисовками, картинами земледельческих работ, с изображением мастерской скульптора. Среди изображенных на них сцен необходимо особо отметить не встречавшиеся прежде сюжеты, к которым относится, например, изображение умирающих от голода ливийцев. Другие сцены изображают доставку в Мемфис пальмовидных колонн судами из Асуана. Тонкий разрез в перекрытиях потолка этой дороги обеспечивал проникновение дневного света внутрь и позволял осматривать эти рельефы. Восходящая дорога плавно поднималась от одного храма к другому, скрадывая все неровности почвы. Чтобы сделать ее максимально прямой, строители засыпали более низкие участки, где ко времени царствования Униса уже находились частные гробницы. В качестве примера можно привести гробницу Нефера, внутри которой было найдено множество мумий.

## Конец династии

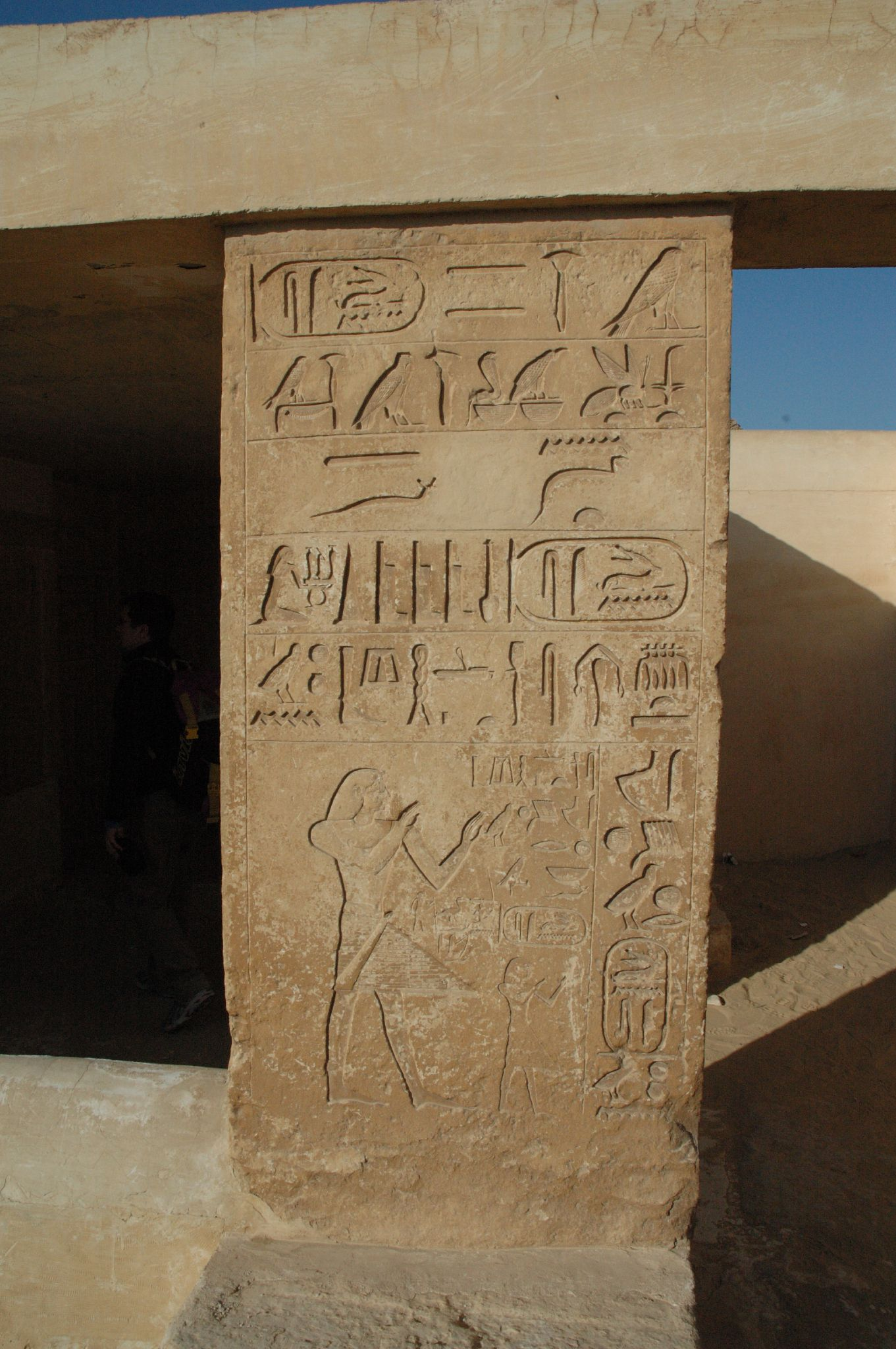
Стела содержащая имена фараона Униса и название его пирамиды. Из мастабы в Саккара

Как у Манефона, так и в Туринском папирусе Унис замыкает собой ряд монархов V династии. Но Туринский список даёт, несмотря на разрушение, в котором он находится, ещё важнейшее указание. В нём Унас замыкает не только V династию, но как бы замыкает весь ряд царей начиная от Менеса, и отделён от последующих фараонов красной краской. Критерием для таких подразделений в Туринском списке неизменно было изменение места происхождения фараонов.
Однако, ряд факторов говорит о непрерывной линии между V и VI династиями: Кагемни, визирь преемника Униса Тети начал свою карьеру при Джедкара и Унисе. Жена Тети Ипут, как предполагается, была дочерью Униса. На воротах из розового гранита в заупокойном храме Униса имеется надпись имени Тети, указывающая, что часть храма была закончена уже после смерти Униса его преемником. Из всего выше сказанного создаётся впечатление, что никакого сознательного разрыва между этими двумя династиями не было, и, возможно, это было больше официальным, чем фактическим актом. На самом деле источники, дошедшие от правления Униса, имеют гораздо больше общего с источниками VI династии, чем с остатками V. Господство гелиопольских жрецов с воцарением Униса пошло на убыль. Обычай покрывать внутренние помещения в пирамиде фараона длинными религиозными текстами зародился во времена Униса и продолжал существовать при VI династии. Фактически, если говорить о религиозных обрядах, то V династия закончилась со смертью Джедкара Исеси.
| V династия               |                                                                         |                |
| Предшественник: Джедкара | фараон Египта ок. 2367 — 2347 до н. э. (правил приблизительно 8—30 лет) | Преемник: Тети |